# Rambé
Rambé, właśc. Ramilton Jorge Santos do Rosário (ur. 4 października 1989 na São Vicente) – kabowerdeński piłkarz grający na pozycji napastnika. Od 2017 roku jest zawodnikiem klubu Primeiro de Agosto.

## Kariera klubowa
Swoją karierę piłkarską Rambé rozpoczął w klubie Batuque FC. W sezonie 2008/2009 zadebiutował w jego barwach w Campeonato Nacional. W sezonie 2009/2010 grał w CS Mindelense.
W 2010 roku Rambé wyjechał do Portugalii. W sezonie 2010/2011 grał w CA Macedo Cavaleiros, a w sezonie 2011/2012 w CD Pinhalnovense. W 2012 roku został zawodnikiem CF Os Belenenses. Zadebiutował w nim 28 listopada 2012 w wygranym 1:0 wyjazdowym meczu z UD Oliveirense.
| Sezon   | Klub                 | Kraj                          | Rozgrywki           | Mecze | Bramki |
| ------- | -------------------- | ----------------------------- | ------------------- | ----- | ------ |
| 2008/09 | Batuque FC           | Republika Zielonego Przylądka | Campeonato Nacional | ?     | ?      |
| 2009/10 | CS Mindelense        | Republika Zielonego Przylądka | Campeonato Nacional | ?     | ?      |
| 2010/11 | CA Macedo Cavaleiros | Portugalia                    | Segunda Divisão     | 30    | 8      |
| 2011/12 | CD Pinhalnovense     | Portugalia                    | Segunda Divisão     | 30    | 10     |
| 2012/13 | CF Os Belenenses     | Portugalia                    | Segunda Liga        | 15    | 2      |

## Kariera reprezentacyjna
W reprezentacji Republiki Zielonego Przylądka Rambé zadebiutował w 2011 roku. W 2013 roku został powołany do kadry na Puchar Narodów Afryki 2013.